# Ctenizidae
Famille
Les Ctenizidae sont une famille d'araignées mygalomorphes. Elles sont surnommées mygales fouisseuses noires.

## Distribution
Les espèces de cette famille se rencontrent en France, en Italie, en Grèce et en Turquie.

## Paléontologie
Cette famille est connue depuis le Paléogène.

## Description
Ces araignées sont terricoles et de mœurs nocturnes. Ce sont des mygales massives, puissantes, potentiellement capables de morsures profondes et d'importantes injections de venin. Cependant, leur mode de vie terricole et leur défaut d'agressivité quand on les découvre, au cours de travaux de terrassement par exemple, font qu'elles ne sont impliquées dans aucun cas connu d'aranéisme. La taille est moyenne à forte, parfois supérieure à 25 mm., à chélicères puissantes et pattes courtes et robustes. Ces araignées sont dépourvues de lames maxillaires.
Le céphalothorax est uni, glabre et brillant. Une profonde fossette dorsale en forme de croissant de lune aux pointes dirigées vers l'avant (procurvée) le marque. Le dos du céphalothorax porte dans sa partie arrière une profonde fossette transverse.
Les huit yeux forment un amas situé au milieu de la marge antérieure du céphalothorax.
Quatre filières sont présentes, les postérieures seules étant importantes.
Contrairement aux Atypidae, les hanches des pattes-mâchoires des Ctenizidae ne sont pas prolongées en un lobe. Le dimorphisme sexuel est modéré.
Les chélicères : portent une rangée de pointes robustes à l'extrémité de l'article basal ; cette structure, appelée rastellum, sert de véritable pic pour creuser le terrier.
Leur terrier est cylindrique, souvent profond, tapissé de soie peu adhérente aux parois, il est clos par un opercule circulaire, à bords biseautés, constitué de couches alternées de soie et de terre bien camouflé par divers matériaux empruntés au sol. Des petites perforations alignées sur la face interne, à l'opposé de la charnière, sont autant de points d'ancrage pour les griffes de l'occupante quand elle veut s'opposer à l'ouverture en force de son abri.
Seuls les jeunes individus savent creuser un terrier. La ponte se fait dans le terrier.

## Liste des genres
Selon World Spider Catalog (version 23.0, 30/03/2022) :
- Cteniza Latreille, 1829
- Cyrtocarenum Ausserer, 1871

Selon World Spider Catalog (version 20.5, 2020) :
- † Baltocteniza Eskov & Zonstein, 2000
- † Electrocteniza Eskov & Zonstein, 2000

## Systématique et taxinomie
Cette famille a été décrite par Thorell en 1887.
Cette famille rassemble cinq espèces dans deux genres actuels.
Elle a été démembrée entre Ctenizidae proprement dit et Halonoproctidae par Godwin, Opatova, Garrison, Hamilton et Bond en 2018, puis les Stasimopidae en sont exclus par Opatova, Hamilton, Hedin, Montes de Oca, Král et Bond en 2020.

## Publication originale
- Thorell, 1887 : « Viaggio di L. Fea in Birmania e regioni vicine. II. Primo saggio sui ragni birmani. » Annali del Museo civico di storia naturale di Genova, vol. 25, p. 5-417 (texte intégral).